# Ivan Nogalo
Ivan Nogalo (Slivno, 3. rujna 1950. - Cleveland, 7. srpnja 2006.) bio je hrvatski iseljenički poduzetnik i političar.

## Životopis
Rodio se u selu Slivno kod Imotskog, gdje je završio osnovnu školu, a zatim odlazi kod svog strica Josipa Nogala koji je živio u Borovo Naselju, te u Vukovaru završava srednju ekonomsku školu. Potom seli u inozemstvo. Prvo je otišao u Italiju, u Rim, a onda u SAD, jer mu je u Clevelandu živio stric Ante Nogalo.U Clevelandu je živio od 1968.godine, gdje se zaposlio u tvornici. Od 1981.godine bavio se privatnim poduzetništvom. Vodio je malu prodavaonicu alata, koja je izrađivala alate po narudžbi za proizvođače automobila.
Bio je članom HDZ-a od samih početaka te stranke 1989., sve do svog izlaska iz stranke 2002. Obnašao je dužnost predsjednika Koordinacije HDZ-a do 1998. Bio je zastupnik HDZ-a u Hrvatskom saboru od 1995. do 2000. kao zastupnik hrvatskog iseljeništva, član saborskog pododbora za turizam te vijećnik u Vijeću Europe. Nogalo je bio predsjednikom HDZ-a u SAD-u, koordinatorom za Sjevernu i Južnu Ameriku i jedna od osoba koje su prikupljale novac za obranu Hrvatske.
Ivan Nogalo je jedan od rijetkih imućnijih iseljenika kojemu je dozvoljeno nešto uložiti u Hrvatsku, on je, naime, sa skupnom iseljenika iz SAD-a kupio zagrebački hotel Dubrovnik, što je možda jedna od najpoštenijih privatizacija, po kojoj se, međutim, stalno kopalo, upravo zato što je riječ o iseljenicima. 
Razočaran reformiranim HDZ-om, Nogalo napušta stranku i 14. rujna 2002. utemeljuje Hrvatski blok. Bio je članom Glavnog odbora te stranke.
Umro je 2006. i pokopan je u rodnom Slivnu.